# سرعوف ثماني النقط
سرعوف ثماني النقط أو فرس النبي البرميلي الأسود (الاسم العلمي: Mantis octospilota) هو نوع من الحشرات يتبع جنس السرعوف المصلي من فصيلة السراعيف المصلية. تم وصف هذا النوع من الحشرات علمياً لأول مرة من قبل جون أوباديا وستوود (بالإنجليزية: John Obadiah Westwood)‏ سنة 1889. كما يوحي الاسم، يمكن تميز هذا النوع أساساً من البقع السوداء الثمانية الموجودة على البطن.

## نطاق الإنتشار
يعتبر هذا النوع من سرعوفيات أوقيانوسيا ويتواجد في أستراليا.